# Echinophora chrysantha
Echinophora chrysantha là một loài thực vật có hoa trong họ Hoa tán. Loài này được Freyn & Sint. mô tả khoa học đầu tiên năm 1892.